# Гедсбі
Гедсбі (англ. Gadsby) — село в Канаді, у провінції Альберта, у складі муніципального району Стеттлер № 6.

## Населення
За даними перепису 2016 року, село нараховувало 40 осіб, показавши зростання на 60,0%, порівняно з 2011-м роком. Середня густина населення становила 53,6 осіб/км².
З офіційних мов обидвома одночасно володіли 5 жителів, тільки англійською — 40. Усього 5 осіб вважали рідною мовою не одну з офіційних.
Працездатне населення становило 25 осіб (55,6% усього населення), рівень безробіття — 40% (66,7% серед чоловіків та 0% серед жінок). 100% осіб були найманими працівниками, а 0% — самозайнятими.
22,2% мешканців мали закінчену шкільну освіту, 66,7% мали післяшкільну освіту, з яких 50% мали диплом бакалавра, або вищий.
| Статево-вікова структура населення | Статево-вікова структура населення | Статево-вікова структура населення | Статево-вікова структура населення | Статево-вікова структура населення |
| ---------------------------------- | ---------------------------------- | ---------------------------------- | ---------------------------------- | ---------------------------------- |
|                                    |                                    |                                    |                                    |                                    |
| Всього                             | Всього                             | 55,6%44,4%                         |                                    |                                    |
| 0 — 14 років                       | 0 — 14 років                       |                                    | 0%                                 | 0%                                 |
| 15 — 64 років                      | 15 — 64 років                      |                                    | 83,3%                              | 83,3%                              |
| 65 і більше                        | 65 і більше                        |                                    | 16,7%                              | 16,7%                              |
| Середній вік (років)               | Середній вік (років)               | 43,643,0                           | 43,3                               | 43,3                               |
| Медіана (років)                    | Медіана (років)                    | 43,842,5                           | 43,8                               | 43,8                               |
| — чоловіки — жінки                 |                                    |                                    |                                    |                                    |

| Походження мешканців:     | Походження мешканців:     | Походження мешканців: | Походження мешканців: | Походження мешканців: |
| ------------------------- | ------------------------- | --------------------- | --------------------- | --------------------- |
| Походження                |                           |                       | осіб                  | %                     |
| Корінні американці        | Корінні американці        |                       | 15                    | 27.27%                |
| Інше північноамериканське | Інше північноамериканське |                       | 10                    | 18.18%                |
| Європейське               | Європейське               |                       | 30                    | 54.55%                |
| британське                | британське                |                       | 30                    | 54.55%                |
| Азійське                  | Азійське                  |                       | 15                    | 27.27%                |

## Клімат
Середня річна температура становить 2,8°C, середня максимальна – 21,5°C, а середня мінімальна – -19,5°C. Середня річна кількість опадів – 432 мм.
| Клімат поселення                              | Клімат поселення | Клімат поселення | Клімат поселення | Клімат поселення | Клімат поселення | Клімат поселення | Клімат поселення | Клімат поселення | Клімат поселення | Клімат поселення | Клімат поселення | Клімат поселення | Клімат поселення |
| Показник                                      | Січ.             | Лют.             | Бер.             | Квіт.            | Трав.            | Черв.            | Лип.             | Серп.            | Вер.             | Жовт.            | Лист.            | Груд.            |                  |
| Середній максимум, °C                         | −6,38            | −2,9             | 2,10             | 10,70            | 16,72            | 20,90            | 21,54            | 20,87            | 15,60            | 9,70             | 0,03             | −5,74            |                  |
| Середня температура, °C                       | −12,95           | −9,44            | −4,5             | 4,12             | 10,13            | 14,30            | 16,55            | 15,89            | 10,60            | 4,73             | −4,95            | −10,73           |                  |
| Середній мінімум, °C                          | −19,54           | −16,02           | −11,08           | −2,44            | 3,58             | 7,75             | 11,56            | 10,90            | 5,60             | −0,22            | −9,93            | −15,72           |                  |
| Норма опадів, мм                              | 20               | 13               | 19               | 24               | 45               | 80               | 78               | 56               | 41               | 19               | 19               | 18               |                  |
| Середньомісячна швидкість вітру, м/с          | 3.80             | 3.70             | 3.88             | 4.10             | 4.10             | 3.80             | 3.46             | 3.30             | 3.50             | 3.80             | 4.00             | 3.90             |                  |
| Середньомісячна сонячна радіація, кДж/м²·день | 3889             | 7435             | 12509            | 17506            | 20766            | 22137            | 22756            | 19138            | 13171            | 7989             | 4123             | 2878             |                  |
| --------------------------------------------- | ---------------- | ---------------- | ---------------- | ---------------- | ---------------- | ---------------- | ---------------- | ---------------- | ---------------- | ---------------- | ---------------- | ---------------- | ---------------- |
| Джерело:                                      |                  |                  |                  |                  |                  |                  |                  |                  |                  |                  |                  |                  |                  |

## Персоналії
- Барбара Кент (1907-2011) — канадо-американська акторка.